# Z Capricorni
Z Capricorni är en pulserande variabel av Mira Ceti-typ  i stjärnbilden Stenbocken.
Stjärnan varierar mellan visuell magnitud +8,6 och 15 med en period av 181,48 dygn.